# Солодовников, Егор Алексеевич
Егор Алексеевич Солодовников (род. 30 октября 1985, Славянск, Украинская Советская Социалистическая Республика) — музыкант, композитор, автор песен.

## Биография
Родился 30 октября 1985 года, в городе Славянск, Украина. Учился в школе № 20. В шесть лет впервые стал играть на гитаре. Первую песню написал в двенадцать лет ("Я знал несколько аккордов на гитаре, играл их и пытался что-то петь") и говорил, что: «От учёбы до сочинения — полжизни».
В 2001 году, совместно с друзьями (бас-гитаристом и барабанщиком) создаёт группу «Лики лиц».

Как «Лики лиц», мы собрались 15 августа 2001 года, это день первой репетиции. Мы тогда усердно готовили 4 песни к дебютному концерту. Очень забавно было. Первый концерт состоялся через 15 дней - 1 сентября 2001 года в театре 30-летия Победы в парке. Название придумывали в день выступления. «Лики лиц» было выбрано без особых на то причин. Понравилось, и всё.— Егор Солодовников
Последующие десять лет Егор работает с группой, пишет песни для коллектива. Первые студийные записи проходили на студии Zenon, в сотрудничестве с Геннадием Саенко. Несмотря на то, что Солодовников говорил, что ему нравился сам процесс работы в группе, он также отмечал, что особых успехов коллектив не добился. Параллельно с этим, музыкант начинает писать песни для поп-артистов. Одной из первых попыткой стала композиция для Ани Лорак, которую Егор предложил для проходившего тогда отбора на конкурс «Евровидение». «Тогда я написал первую песню, которая была предназначена для певицы… Конечно, эта песня никуда не попала, но начало было положено», — вспоминал музыкант.
В середине 2010 года переезжает в Киев, по приглашению, где начинает заниматься профессиональным написанием песен. В этот момент началось сотрудничество Солодовникова и певицы Ёлки. Он пишет для неё песню «Прованс», которая была выпущена в качестве сингла, в сентябре того же года. Продюсером композиции выступил знаменитый музыкант Константин Меладзе. На сайте Music.itop.net говорилось, что композиция была написана Егором Солодовниковым, молодым автором, а аранжировщиками песни стали Сергей Грачёв и Константин Меладзе. Последний также выступил в роли саунд-продюсера. Работа Меладзе над песней подняла волну слухов, что он её и написал, но позже Ёлка опровергла эту информацию. Она заявляла: «Какая глупость эти слухи! Константин помогал с аранжировкой, был ещё один аранжировщик. Дело в том, что у компании Velvet Music прекрасные отношения и с Валерием, и с Константином Меладзе. И у меня появилась возможность поработать с этими людьми, с которыми я раньше только мечтала работать».
Песня быстро набирает популярность на Украине, а в начале 2011 года, как выразился Борис Барабанов из газеты «Коммерсантъ», в России она превратилась «чуть ли не в национальный гимн». Песня возглавила радиочарты Tophit, как в России, так и на Украине. Песня становиться настолько успешной, что по степени популярности, её называют «русской Umbrella» Рианны. Солодовникова приравнивают к Меладзе, по таланту к созданию поп-хитов.
Сотрудничество певицы и композитора продолжилось и впоследствии вышли такие успешные синглы, как «На большом воздушном шаре» и «Около тебя». Обе песни возглавили радиочарты России и Украины. По итогам года, «Прованс» становится самой ротируемой в СНГ песней. Солодовников также начинает писать песни для других исполнителей.
В 2011 году, он написал «Ромашковое поле» группы «Чи-Ли», а также работал над саундтреком к фильму «Беременный». Для которого были записаны три песни его сочинения: титульная «Я беременный» исполнил сам автор, «All I need» в исполнении Юлии Нельсон и «Я у того порога», которую спел актёр Дмитрий Дюжев.
В мае 2014 года выпустил песню в своем исполнении - «Фантастика». Песня стала популярной на Украине, в России её же не заметили. Считают, что Егор ещё начинающий певец. Так же певец презентовал свой видеоклип на песню. И в интервью для украинского телеканала M1 рассказал, что пишет альбом. В 2015 году выпускает песню "Мода"  - призыв стараться жить счастливо в любых условиях. В 2017 году песня стала саундтреком в сериале "Рецепт любви".
В конце 2015 года творческий тандем Егора Солодовникова с певицей Ёлкой выпускает новую песню «Грею счастье»  которая становится самой ротируемой русскоязычной песней на радиостанциях России и стран СНГ. В феврале 2016 года сингл поднимается до первой строчки чарта Weekly General Airplay Top Hit 100 по версии Tophit песня стала первой по заказам радиослушателей и получила премию Золотой граммофон от Русское радио."Грею счастье" возглавила годовой чарт русскоязычных песен по России и странам СНГ по версии Tophit за 2016 год.
В 2016 году песня "Сдаться ты всегда успеешь" в исполнении Тины Кароль была признана песней года по версии Русское радио (Украина). На музыкальной премии М1 (телеканал, Украина) была вручена премия Золотой граммофон.
2017 год начался для композитора выпуском песни "Впусти музыку" в исполнении Ёлка (певица), часть песни была презентована в эфире Love Radio (Москва). Премьера песни состоялась на праздничном концерте BIG LOVE SHOW (Москва) приуроченном ко День святого Валентина 14 февраля. "Впусти музыку" удостоилась звания  "Песня Года 2017" А так же прозвучала в концерте "Новогодняя ночь на первом" Первый канал (Россия)
В 2017 году Егор Солодовников впервые выступает в роли композитора в фильме, пишет главный саундтрек и всё музыкальное сопровождение к сериалу "Было у отца два сына", а главный саундтрек - песня "Необъятно бездонная" исполнена лично автором.
В конце 2017 года вышла песня авторства Егора Солодовникова "Мафия не умирает"  в альбоме Григория Лепса  «ТыЧегоТакойСерьезный» и сразу приобрела народную любовь, свой хештег в социальных сетях и множество видеороликов от поклонников творчества Григория Лепса.
Декабрь 2018 года - выходит песня "Сила Высоты" в исполнении Тина Кароль одновременно с презентацией клипа.  На Музыкальной премии телеканала  М1 (телеканал, Украина) Русское Радио (Украина) за данную песню вручили премию Золотой граммофон.
В 2019 году вышел дебютный альбом нового проекта Явь, создателем которого является певица Ёлка, в альбом вошла песня "Витражи" автора Егора Солодовникова. Перформанс артистки на эту песню был представлен в концерте "Алые паруса 2020"
В этом же году певица Тина Кароль  презентует песню-манифест "Иди на жизнь"  автором которой так же является Егор Солодовников. Песня и восхитительный видеоклип  утвердили артистку в её новом амплуа - женщины вдохновительницы.
12 сентября 2019 года - Егор Солодовников выступает в роли спикера в рамках проекта "MuzzLab 2.0" международной музыкальной выставки "NAMM musikmesse Russia" и проводит лекцию на тему: "Создание песни"
2020 год Ёлка представила песню - "Мне легко" на VKFEST. Песня прозвучала в концерте "Выпускник 2020", Первый канал (Россия). Был представлен видеоклип. Песня была удостоена премии "Золотой граммофон"
В этом же году песня "Времена не выбрать" стала саундтреком к фильму "Гости из прошлого" исполнили песню певица Ёлка и Звонкий. На песню был представлен видеоклип.
К концу года Ёлка записала еще одну песню Егора Солодовникова - "Все произойдет", которая была приурочена к Новому году в рамках благотворительного проекта под патронатом ВТБ банка.
В 2021 году певица Ёлка выпускает новую, легкую и игривую песню "Выдохни" с нежной видеоработой к ней.
В этом же году еще одна артистка продюсерского центра Velvet music - DAASHA записывает песню "ОЙ" авторства Егора Солодовникова и выпускает на нее клип.
12 ноября 2021 года певица Ёлка в шоу "Вечерний Ургант" на Первом канале (Россия), презентует выход её нового альбома "Без обид", в который входит 3 песни авторства Егора Солодовникова: "Моя звезда", "С тобой я должна быть честной", "Нечего терять", последнюю из которых певица исполнила в телепередаче вместе с оркестром.
"Нечего терять" становится особенной песней из альбома "Без обид" именно она получает шикарный видеоклип который снят на черно-белую плёнку известным клипмейкером Сергеем Ткаченко. Песня выпущена в двух версиях звучания: с оркестром (на которую снят клип) и версия radio edit.
В 2022 году Ёлка записывает очередную песню Егора "Заново" и выпускает клип на неё.

## Критика
Первой успешной работой Солодовникова стала песня «Прованс», которая получила в основном положительные отзывы от музыкальных критиков, а в журнале «Афиша» была предметом социокультурного исследования. Композиция стала номинантом на премию Муз-ТВ 2011 года, в номинациях «Лучшая песня» и «Лучшее видео». «Прованс» победил в номинации «Лучшая песня» на премии RU.TV 2011 года, а также получил награду «Золотой граммофон». В декабре 2011 года сайт московского журнала Time Out включил композицию в список «100 песен, изменивших нашу жизнь», составленный редакцией.Олег Нестеров, генеральный продюсер лейбла «Снегири» и лидер группы «Мегаполис», назвал композицию главной поп-песней года. 28 декабря 2011 года, журнал «Афиша» опубликовал свой редакционный список самых ярких и запомнившихся российских поп-хитов за последние 20 лет, в который был включён «Прованс».
На сайте проекта «МирМэджи» писали, что статус Солодовникова, как хит-мейкера спорен. «Дело в том, что Ёлка пока ничего  особо заметного (за исключением „Прованса“) не сделала и в равной степени мне кажется нелогичным утверждать, что автор песни — Егор Солодовников — новый хитмейкер. Хитмейкер — это композитор прошедший огонь, воду и медные трубы, уж простите за банальность. К слову сказать, песня „Ромашковое поле“ группы „Чили“ принадлежит также Солодовникову. И что?! Это хит?! Разумеется — нет», — поясняли в издании. Напротив, Булат Латыпов в «Афише» положительно описывал и другие произведения Солодовникова. В частности, песню «Киев-Гоа» : «Всё тот же Егор Солодовников создал для малоизвестной пока в России певицы Натальи Гордиенко(артистка Universal Music Group, Россия) истинный гранд-хит „Киев-Гоа“, не уступающий уже упомянутым эталонным образцам: раз засядет гвоздём в мозгу — не отвяжется».
Сам Егор говорит по поводу своего творчества: " Мне кажется, что автор никогда не сможет объективно оценить свои песни. Бывает так, что над какой-то песней можно думать месяцами. Что-то вынашивать, переделывать, доводить до вкуса, переписывать слова несколько раз. Такая песня автором ценится гораздо больше чем та, которая пришла за 5 минут. Но это очень субъективно."

## Дискография

### Альбомы
- Фантастика!

### Песни
- Беременный (2011) (OST Беременный)
- Фантастика (2014)
- Мода (2015)
- Необъятно бездонная (OST Было у отца два сына. 2017)

### Видеография
- Фантастика (2014)
- Мода (2016)

## Список произведений
| Собственные - «Беременный» (2011) (OST Беременный) - «Фантастика» (2014) - «Мода» (2015) - «Необъятно бездонная» (2017) (OST Было у отца два сына) Тина Кароль - «Сдаться ты всегда успеешь» (2015) - «Сила высоты» (2018) - «Иди на жизнь» (2019) Ёлка - «Прованс» (2010) - «На большом воздушном шаре» (2011) - «Около тебя» (2011) - «Ездить по правилам» (2011) - «Я в печали» (2011) - «Тело офигело» (2013) - «Лети, Лиза» (2013) - «Грею счастье» (2015) - «Впусти музыку» (2017) - «Мне легко» (2020) - дуэт со Звонким «Времена не выбрать» (2020) - «Все произойдёт» (2020) - «Выдохни» (2021) - с оркестром «Нечего терять» (2021) - «Нечего терять» (2021) (radio edit) - «Моя звезда» (2021) - «С тобой я должна быть честной» (2021) Явь ЯАVЬ - «Витражи» (2019) Иракли - «Осень» (2012) Azary - «Хипстер» (2013) Vesna - «Море дышит» (2012) Дмитрий Дюжев - «Я у того порога» (2011) (OST Беременный) | Настя Кудри - «Ничего в твоей любви» (2012) Настя Маркова - «О тебе» (2012) - «37,8» (2013) Наталья Подольская - «Интуиция» (2012) - «Пусть говорят» (2012) - дуэт с Владимиром Пресняковым «Я всё помню» (2015) Наташа Гордиенко - «Киев-Гоа» (2012) - «Открывай свои красивые глаза» (2013) Чи-Ли - «Ромашковое поле» (2011) - дуэт с Гошей Куценко «Я хочу побить посуду» (2012) - «Океан» (2012) Юлия Nelson - «All I Need» (2011) (OST Беременный) - «Вскрытие» (2013) Яна Романова - «Иди, иди» (2012) Данил Буранов - «Охотник на звезд» (2016) Григорий Лепс - «Мафия не умирает» (2017) DAASHA - «ОЙ» (2021) |